# Biotoecus dicentrarchus
Biotoecus dicentrarchus és una espècie de peix de la família dels cíclids i de l'ordre dels perciformes.

## Morfologia
- Els mascles poden assolir 3,8 cm de longitud total.[4][5]

## Hàbitat
És una espècie de clima tropical.

## Distribució geogràfica
Es troba a Sud-amèrica: conca del riu Orinoco (des del riu Inírida -Colòmbia- fins a Maripa -Veneçuela-).